# Пименов, Георгий Ефимович
Георгий Ефимович Пименов (1871—1919) — российский общественный деятель, купец и меценат, градоначальник Петрозаводска.

## Биография
Родился в местечке Лососинное вблизи Петрозаводска в семье купца Е. Г. Пименова. Окончил пять классов Олонецкой губернской мужской гимназии.
Вёл торговлю лесоматериалами, владел лесозаводом, являлся одним из главных учредителей основанной в 1905 году судоходной компании «Онежское пароходное общество», контора которой располагалась в его доме в Петрозаводске.
Известен как крупный благотворитель. Являлся почётным смотрителем Петрозаводского ремесленного училища, попечителем Бесовецкой и Кяппесельгской церковно-приходских школ, почётным членом попечительского совета Петрозаводского Николаевского детского приюта. Передал Олонецкой епархии один из принадлежащих ему домов в Петрозаводске для размещения женской церковно-приходской школы.
С 1901 года неоднократно избирался гласным Петрозаводской городской думы, с 1903 года — гласным Петрозаводского уездного земского собрания и гласным Олонецкого губернского земства.
В 1901—1910 и 1913—1917 — городской голова Петрозаводска.
По инициативе Г. Е. Пименова в 1903 году был основан Петрозаводский муниципальный городской банк, построена муниципальная электростанция в пойме реки Лососинка, первая городская телефонная станция на 250 номеров.
Участник съезда городских деятелей России в Киеве (1913) и съезда Всероссийского союза городов (1915).